# FIFA Superstars
 (juillet 2022).
La mise en forme du texte ne suit pas les recommandations de Wikipédia : il faut le « wikifier ».
Les points d'amélioration suivants sont les cas les plus fréquents. Le détail des points à revoir est peut-être précisé sur la page de discussion.
- Les titres sont pré-formatés par le logiciel. Ils ne sont ni en capitales, ni en gras.
- Le texte ne doit pas être écrit en capitales (les noms de famille non plus), ni en gras, ni en italique, ni en « petit »…
- Le gras n'est utilisé que pour surligner le titre de l'article dans l'introduction, une seule fois.
- L'italique est rarement utilisé : mots en langue étrangère, titres d'œuvres, noms de bateaux, etc.
- Les citations ne sont pas en italique mais en corps de texte normal. Elles sont entourées par des guillemets français : « et ».
- Les listes à puces sont à éviter, des paragraphes rédigés étant largement préférés. Les tableaux sont à réserver à la présentation de données structurées (résultats, etc.).
- Les appels de note de bas de page (petits chiffres en exposant, introduits par l'outil «  Source ») sont à placer entre la fin de phrase et le point final[comme ça].
- Les liens internes (vers d'autres articles de Wikipédia) sont à choisir avec parcimonie. Créez des liens vers des articles approfondissant le sujet. Les termes génériques sans rapport avec le sujet sont à éviter, ainsi que les répétitions de liens vers un même terme.
- Les liens externes sont à placer uniquement dans une section « Liens externes », à la fin de l'article. Ces liens sont à choisir avec parcimonie suivant les règles définies. Si un lien sert de source à l'article, son insertion dans le texte est à faire par les notes de bas de page.
- La présentation des références doit suivre les conventions bibliographiques. Il est recommandé d'utiliser les modèles {{Ouvrage}}, {{Chapitre}}, {{Article}}, {{Lien web}} et/ou {{Bibliographie}}. Le mode d'édition visuel peut mettre en forme automatiquement les références.
- Insérer une infobox (cadre d'informations à droite) n'est pas obligatoire pour parachever la mise en page.

Pour une aide détaillée, merci de consulter Aide:Wikification.
Si vous pensez que ces points ont été résolus, vous pouvez retirer ce bandeau et améliorer la mise en forme d'un autre article.
FIFA Superstars était un jeu de gestion de football développé par Playfish et Electronic Arts. Il était disponible pour jouer via le réseau social Facebook. Une application mobile était disponible sur iOS. Dans le jeu, les utilisateurs jouent le rôle d'un entraîneur de football, gérant une équipe en achetant des joueurs, en engageant un entraîneur, en améliorant le stade et en gardant le club en forme à l'entraînement. FIFA Superstars est le premier point d'entrée du jeu social pour la franchise FIFA. FIFA Superstars est devenu indisponible à partir du 31 mars 2013.

## Fonctionnalités
Le joueur commence avec 15 000 pièces, onze joueurs de bronze et un joueur d'argent.
- Jouer – Il existe trois types de ligues à jouer : Pro League, National Leagues et Social League. En Pro League, il y a la Premier League, la Liga, le Football League Championship, la Serie A, la Major League Soccer et la Bundesliga (ajoutée le 22 mars). En National League, il y a la Premier League, la Ligue 1, la Serie A et la Liga BBVA. Dans Social League, il y a Friends Super League, Superstars League et Friendly Matches. La classe la plus basse de la ligue Superstars est Tutorial League, qui choisira au hasard parmi les équipes sud-africaines. Après avoir remporté un match, les joueurs sont promus dans la ligue suivante, Juniors C League et jusqu'à la Superstars Champions A League. La Superstars League permet aux joueurs de jouer contre des adversaires qui ne sont pas leurs "amis". Après avoir gagné, les statistiques sont affichées sur le classement. Recevoir des votes de soutien permet de débloquer le prochain match. Marquer des points puis recevoir des récompenses et les réclamer sur cinq matchs (dans le championnat, le cadeau est réclamé après six matchs en raison d'un total de 48 matchs). Toutes les ligues ont besoin d'un ticket appelé Match Credits. Les joueurs gagnent des crédits de match en remportant des matchs amicaux, en terminant une ligue, en attendant un compte à rebours, en demandant des crédits à des amis, en s'entraînant aux tirs au but et en les achetant au magasin.
- Pari de match - Prédisez le vrai match du monde entier et gagnez un jeton à échanger contre des récompenses.
- Gérer - Choisissez le onze de départ du club, vendez des joueurs et changez la formation du club.
- Entraînement – Gardez les joueurs en forme en leur donnant des séances d'entraînement. Plus de temps d'entraînement produit plus de points d'entraînement, ce qui améliore les chances de gagner. (Cela coûte des pièces.)
- Stade – Voir le stade du club.
- Commerce - Commerce avec d'autres utilisateurs pour obtenir des joueurs. (Cela coûte de l'argent et des pièces de superstar. )
- Magasin - Le magasin propose cinq types d'articles.

1. Joueurs : achetez l'un des cinq types de joueurs pour améliorer l'équipe.
2. Joueurs simples : achetez l'un des trois types de joueurs pour améliorer l'équipe
3. Personnel : acheter Team Boost, entraîneurs et entraîneurs personnels.
4. Crédits de match : faites une séance de tirs au but pour gagner un crédit de match gratuit ou utilisez Playfish Cash à la place.
5. Améliorations du stade : améliorez le stade pour améliorer les récompenses.

## Après le lancement

### Superstars de la semaine
"SOTW" est mis à jour tous les mercredis, en fonction des performances des joueurs au cours de la semaine écoulée. Les "Superstars" ont une carte noire indiquant qu'elles sont en édition limitée et peuvent être obtenues en packs ou dans le pack spécial SOTW qui coûte généralement du Playfish Cash ou 125 000 pièces.

### Premier anniversaire
Le 26 mai 2011, le jeu a célébré son premier anniversaire sous le nom de "FIFA Superstars Birthday Blast", en vendant divers articles du 26 mai au 3 juin.
Une fois que le joueur avait acheté tous les articles, il recevait gratuitement l'édition limitée du stade "Superstars Arena".

### Problèmes de connexion
En juillet 2011, de nombreux utilisateurs ont rencontré des problèmes de connexion liés à un écran blanc, à une sous-maintenance et à d'autres problèmes. Le forum officiel de Playfish a publié un fil de discussion sur les problèmes de connexion et a distribué des pièces aux utilisateurs pour le désagrément.
Le 11 août 2011, un autre problème d'écran blanc/de connexion s'est produit et a été résolu le 12 août 2011.

### Nomination aux Golden Joystick Awards
Le jeu a été nommé pour le prix du meilleur jeu gratuit aux Golden Joystick Awards 2011.

### Retrait du jeu
En janvier 2013, EA Sports a annoncé que FIFA Superstars ne seraient plus disponibles le 31 mars 2013 car EA Sports devait retirer certains de leurs jeux afin de réaffecter ses ressources à des titres plus récents ou plus populaires. Ce jeu est hors ligne à ce jour.